# Brechen
Brechen è un comune tedesco di 6 475 abitanti situato nel land dell'Assia.